# Lauren Henderson
Lauren Henderson amerikai dzsesszénekesnő, dalszerző. Felváltva New Yorkban és Miamiban él.

## Pályafutása
Gyermekként egyházi és iskolai kórusokban énekelt. A Wheaton College-ba járt, ahol zenét és spanyol nyelvet tanult. Utána a Brown University-re járt és a spanyolországi IE Business School-on szerzett diplomát. Mexikóban és Spanyolországban klasszikus zenét, flamenco éneklést és táncot tanult.
Később New Yorkba költözött, ahol Paquito D'Rivera, Barry Harris és Jane Monheit voltak tanárai. Angolul és spanyolul beszél, énekel. Dalai olyan történeteket írnak le, amelyek az afrikai utazásokhoz, és panamai és karibi gyökereihez, valamint amerikai neveltetéséhez kapcsolódnak. Zenéjét a latin dzsessz, a flamenco, az R&B és a soul inspirálják.
Fellépett Franciaországban, Olaszországban, Spanyolországban, Németországban, Belgiumban, Lengyelországban, Norvégiában, Oroszországban, Mexikóban és Dél-Afrikában. Új sztárénekesként üdvözölte a Down Beat magazin.
Kilenc albumot és egy EP-t adott ki a Brontosaurus Recordsnál.
Lauren Henderson egy vigasztaló suttogás és egy meggyőző állítás között lebeg.

## Albumok
- 2011: Lauren Henderson
- 2015: A La Madrugada
- 2018: Armame
- 2019: Alma Oscura
- 2020: The Songbook Session
- 2020: Classic Christmas
- 2021: Musa
- 2022: Live In Europe

## Filmek
- Lauren Henderson az IMDb-n